# Панак, Филип
Филип Панак (чеш. Filip Panák; родился 2 ноября 1995 года, Чехословакия) — чешский футболист, защитник клуба «Спарта».

## Клубная карьера
Панак — воспитанник клуба «Карвина». 2 августа 2014 года в матче против «Баник Мост» он дебютировал во Втором дивизионе Чехии. 16 апреля 2016 года в поединке против «Баник Соколов» Филип забил свой первый гол за Карвину. В том же году Панак помог клубу выйти в элиту. 30 июля в матче против «Яблонца» он дебютировал в Гамбринус лиге. В начале 2019 года Панак перешёл в пражскую «Спарту». 24 июля 2021 года в матче против «Сигмы» он дебютировал за новую команду. 25 сентября в поединке против «Фастава» Филип забил свой первый гол за «Спарту». 
5 июня 2017 года Панак дебютировал за сборную Чехии до 21 года в товарищеском матче против Азербайджана, отличившись забитым голом.